# 天主教奉天总教区
天主教奉天总教区（拉丁語：Archidioecesis Fomtienensis；又稱為：天主教沈阳总教区；中國官方教會稱為：辽宁教区）是天主教在中国辽宁省设立的的一个总教区，屬於滿洲教省。

## 概況
1946年4月11日，聖座在中國設立聖統制，奉天宗座代牧區升格為奉天總教區，屬於滿洲教省。滿洲教省屬下有七個教區，分別是熱河教區、吉林教區、赤峰教區、延吉教區、四平街教區、撫順教區和營口教區。另外，更協助管理黑龍江省齊齊哈爾宗座監牧區、佳木斯宗座監牧區、哈爾濱宗座署理區及內蒙古林東宗座監牧區。
1952年，奉天總教區信徒人數為11,767人、49個堂區、82位司鐸（49位教區司鐸、33位修會司鐸）和141位修女。教座位於遼寧省瀋陽市沈河區南樂郊路40號的瀋陽耶穌聖心主教座堂，又稱為小南關天主教堂。現任總教區主教為裴軍民。

## 历史

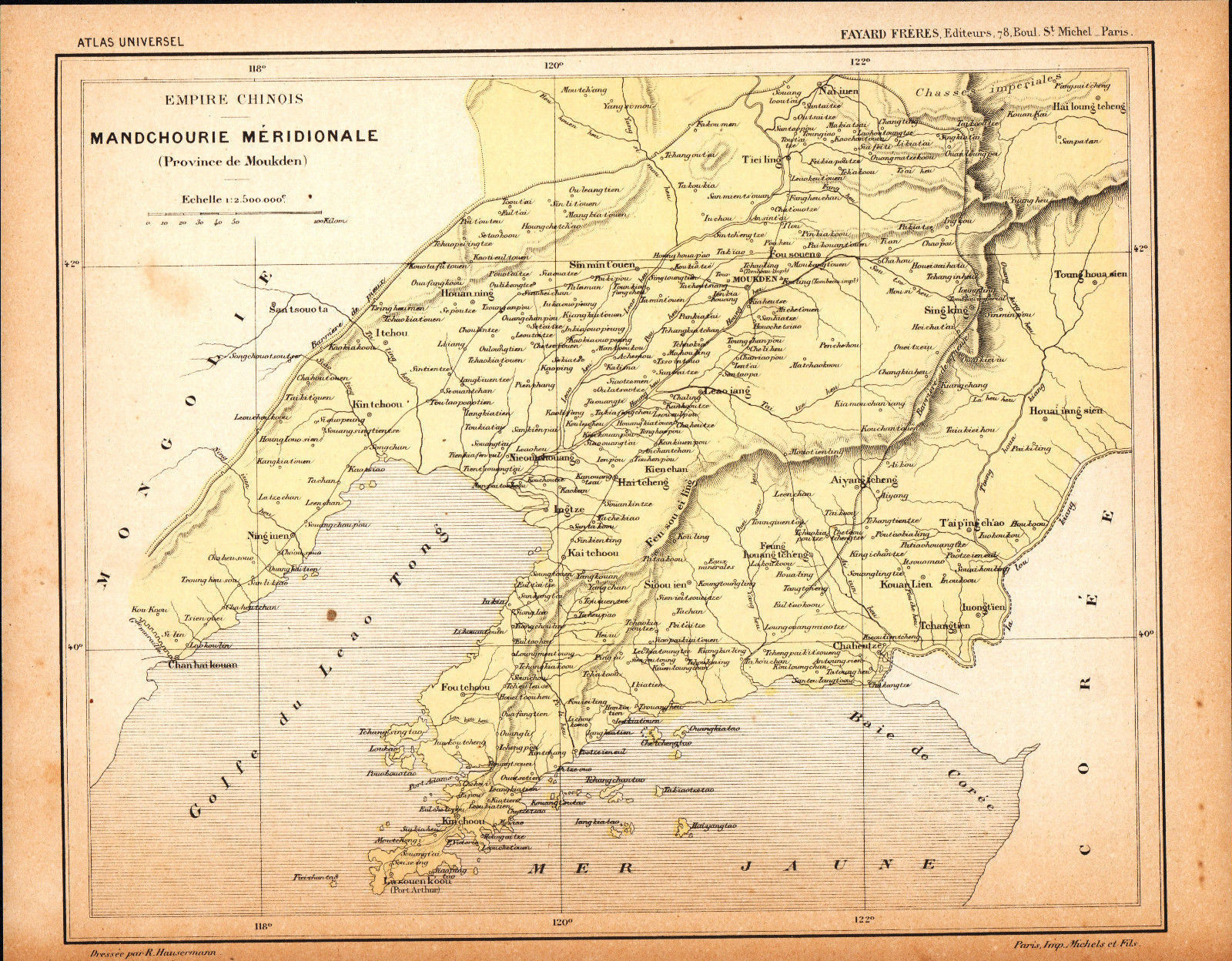
南滿洲地圖

### 初期發展
1838年，聖座從北京教區劃出滿洲與蒙古地區教務由巴黎外方傳教會負責，並成立遼東宗座代牧區，又稱為滿蒙獨立宗座代牧區，首任宗座代牧為方若望主教。1840年8月20日，聖座把滿洲與蒙古地區教務分開，將遼東宗座代牧區一分為二，成立遼東滿洲宗座代牧區和蒙古宗座代牧區。遼東滿洲宗座代牧區的教座設在營口。1875年至1878年間，方若望主教在奉天小南門外興建哥特式教堂。1892年，奉天小南關天主教堂成為宗座代牧區的主教座堂。

### 宗座代牧區發展

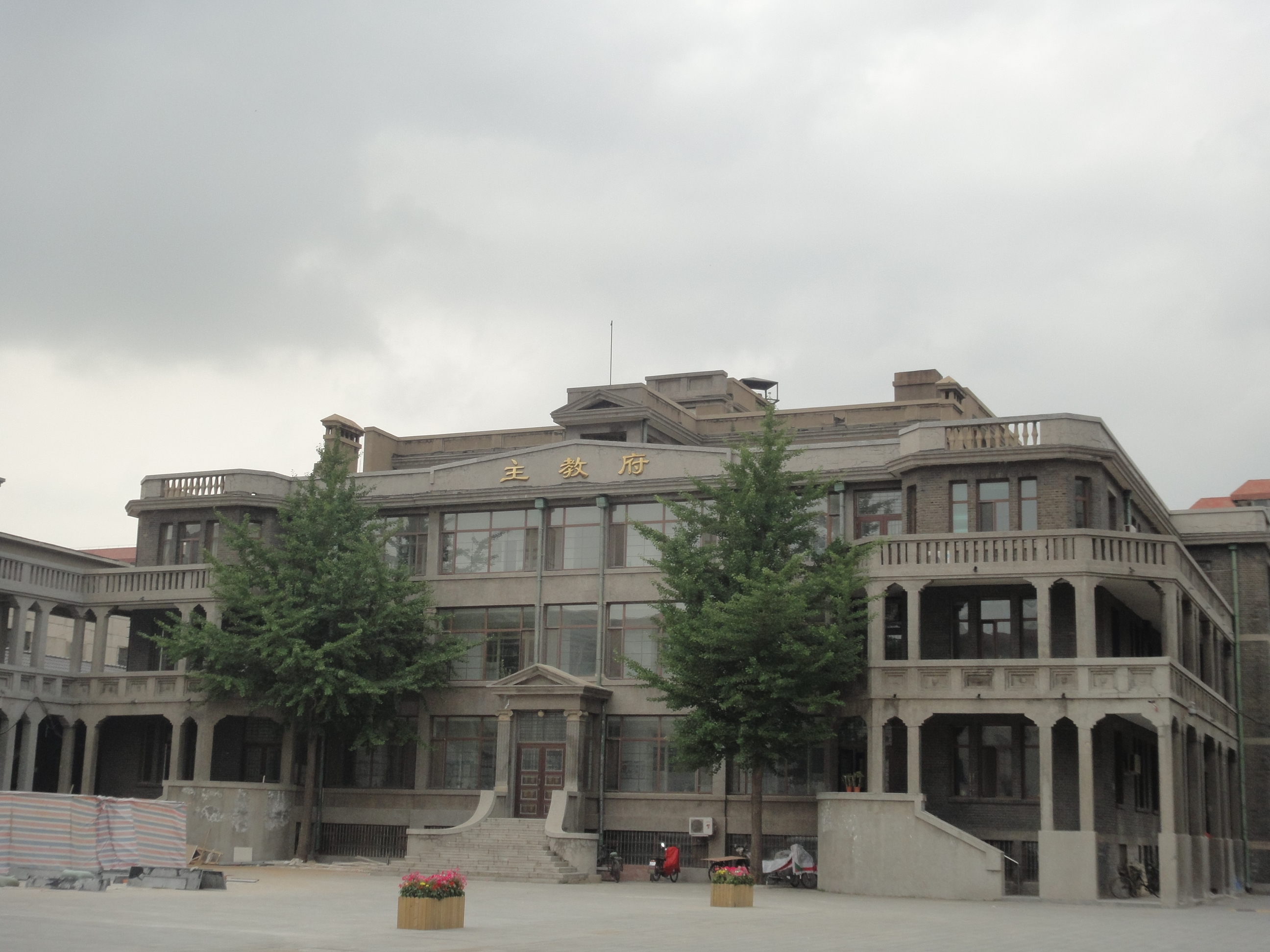
奉天總教區主教公署

1898年5月10日，聖座把遼東滿洲宗座代牧區一分為二，成立南滿宗座代牧區和北滿宗座代牧區。1900年7月3日在庚子之亂中，主教座堂被清兵盛京副教統晉昌和義和團首領劉喜祿燒毀，紀隆主教及兩名神父、三百多名教徒被當場打死。其後，奉天被俄羅斯帝國佔領，但於1904年至1905年間爆發的日俄戰爭中被大日本帝國佔領，後奉天歸還給清朝。1909年至1912年間，宗座代牧區使用庚子賠款重建主教座堂。1924年12月3日，南滿宗座代牧區以教座所在地方更名為奉天宗座代牧區。
1929年8月2日，聖座從熱河宗座代牧區和奉天宗座代牧區中劃出劃出奉天省西部的四平街、遼源、白城及熱河省北部地區，設立四平街宗座監牧區。1932年2月4日，聖座又將奉天宗座代牧區劃出遼寧省撫順、大連、本溪、丹東和吉林省通化及白山等地，設立撫順宗座監牧區。
1931年9月18日關東軍發動柳條湖事件，繼而爆發九一八事變，奉天被日本佔領，後成為傀儡政權滿洲國的國土。1932年，衛忠藩主教創立本地修女團體的聖母聖心修女會。修女在宗座代牧區內的26個堂區及在學校、孤兒院、安老院、醫院及印書館中服務。
1946年4月11日，聖座在中國設立聖統制，奉天宗座代牧區升格為奉天總教區，屬於满洲教省，衛忠藩出任為奉天總教區首任總主教。但是，同年5月18日衛忠藩去世。1949年7月14日，聖座從奉天總教區劃出遼寧省營口、海城、蓋平、復縣等成立營口教區。同月26日由皮漱石接替出任總主教。

### 中华人民共和国时期

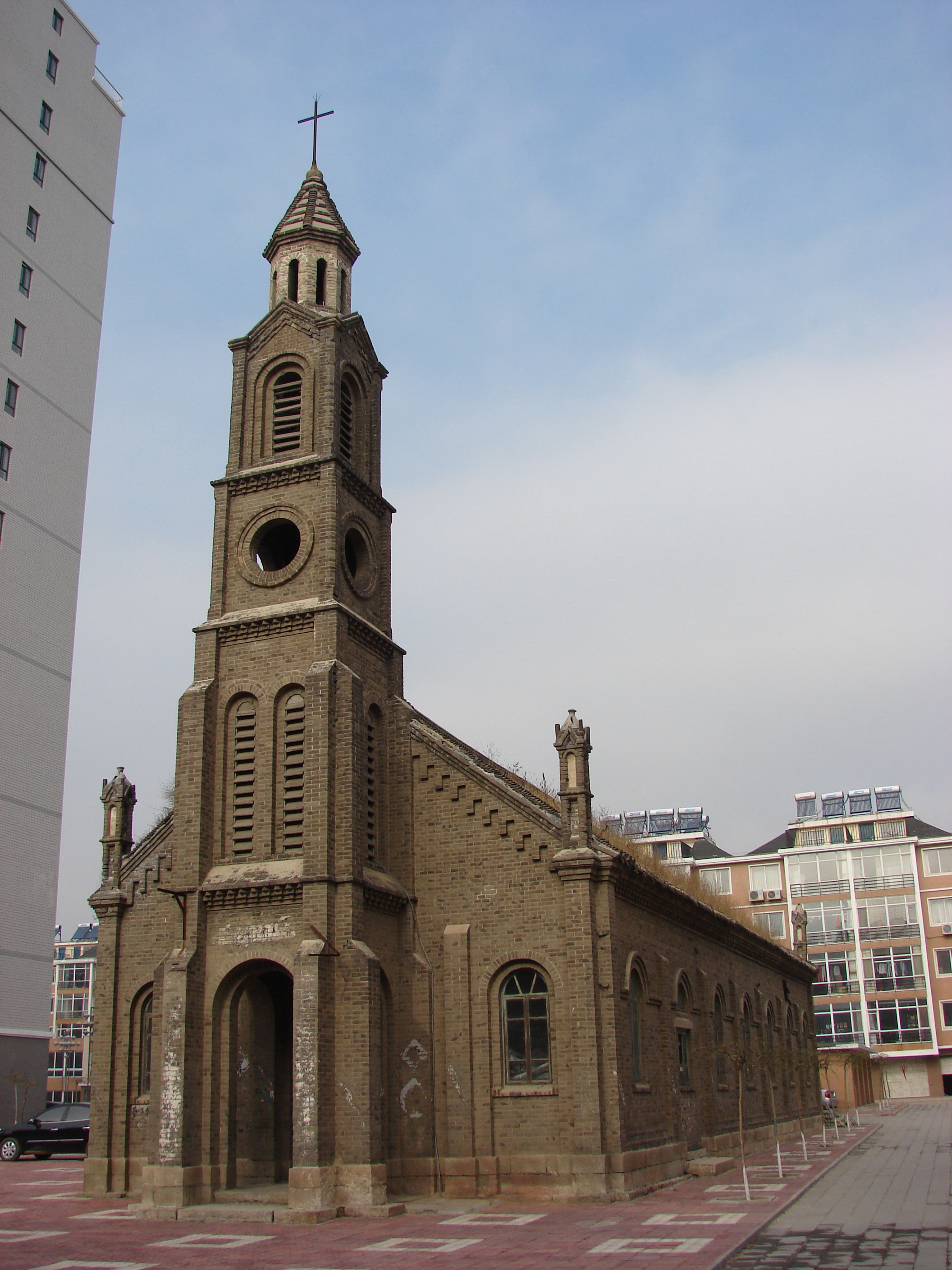
廣寧城古城北鎮市天主堂

1949年10月1日，中國共產黨在中國大陸地區建立中華人民共和國，並開始針對天主教進行宗教迫害及打壓，教會已經無法正常功能。1951年10月4日，皮漱石總主教被捕及判刑在監外執行。1956年7月，皮總主教選擇與政府合作，與湖北襄陽教區主教易宣化、四川順慶教區主教王文成和陝西盩厔教區主教李伯漁參加在北京舉行中國天主教愛國會籌備會議。1957年7月，皮總主教當選為由中國政府控制的組織中國天主教友愛國會第一任主席。1966年至1979年的文化大革命期間，總教區所有宗教活動停止。1980年代初，奉天總教區續步恢復運作。
1981年7月24日，中國天主教愛國會未經教宗准許，自選自聖金沛獻為奉天總教區主教，且其擔任愛國會發起人之一。同年9月，愛國會將遼寧省內的奉天總教區、熱河教區、撫順教區與營口教區合併及更名為遼寧教區。自始，奉天總教區開始被分裂為愛國會的地上教會團體和地下教會團體。1994年4月11日，路主教獲地下教會秘密晉牧，但中國政府一直未有承認，因而路主教退到新台子繼續進行牧靈工作，一直至1996年去世為止。1988年10月16日，愛國會再次自選自聖張化良為奉天總教區主教。

#### 門徒班案件
2015年11月，門徒班團體創辦神父費濟生短暫被失蹤。2016年6月6日，費神父與另外四名福傳中國團隊成員因跨區域福傳而被帶到一個賓館軟禁，一個月後才獲釋。同年10月18日，費神父在遼寧撫順的修女院避靜期間被公安帶走。期間，政治安全保衛指費神父的案件涉及國家機密，不容許向任何人透露案情。2017年3月21日至8月30日期間，進行三次審訊，並以案件涉及國家機密為由閉門進行，家屬亦無法旁聽，部份教區神父及信徒在法院外祈禱及支持費神父。同年9月5日，裁定費神父觸犯職務侵佔罪，被判處有期徒刑一年六個月，並還押在看守所等待上訴。同時，與案件另一位被告賀先敏信徒須賠償蓋州市天主教會121,200元人民幣。

#### 地下教會團體被封
2017年12月聖誕節前，有近千名信徒的地下教會團體新台子堂區被查封，神父需要改在到信徒家中秘密舉行彌撒。2019年9月，統戰部宗教事務局要求奉天總教區轄下的堂區嚴厲執行未成年人不能進堂參與宗教活動的規定。

## 历任主教

### 遼東宗座代牧
- 方若望主教, M.E.P.（1838年12月11日-1840年8月20日）：法國籍[10]

### 遼東滿州宗座代牧
- 方若望主教, M.E.P.（1840年8月20日-1878年4月29日）：法國籍
- 杜公斯主教, M.E.P.（1879年5月23日-1887年12月7日)：法國籍[11]
  - 助理宗座代牧包若瑟主教, M.E.P.（1886年4月13日-1887年3月8日）：法國籍[12]
- 祁類思主教, M.E.P.（1888年3月23日-1889年5月17日）：法國籍[13]
- 紀隆主教, M.E.P.（1889年12月28日-1898年5月10日）：法國籍[14]
  - 助理宗座代牧藍祿葉主教, M.E.P.（1897年7月29日-1898年5月16日）：法國籍，1898年出任北滿宗座代牧[15]

### 南滿宗座代牧
- 紀隆主教, M.E.P.（1898年5月10日-1900年7月2日）：法國籍
- 蘇裴理斯主教, M.E.P.（1901年2月21日-1920年7月1日）：法國籍[16]
  - 助理宗座代牧善味增爵主教, M.E.P.（1914年7月20日-1917年9月20日）：法國籍[17]
- 衛忠藩主教, M.E.P.（1921年12月19日-1924年12月3日）：法國籍[18]

### 奉天宗座代牧
- 衛忠藩主教, M.E.P.（1924年12月3日-1946年4月11日）：法國籍

### 瀋陽/奉天总主教
- 衛忠藩總主教, M.E.P.（1946年4月11日-1946年5月18日）：法國籍
- 皮漱石總主教（1949年7月26日-1978年5月16日）[19]
- 教座從缺（1978年-1989年）
  - 徐振江神父（1981年7月24日-1984年6月22日）：1981年自選自聖，未獲教宗承認。[20]
  - 張化良神父（1988年10月16日-1989年4月）：1988年自選自聖，未獲教宗承認。[21]
- 金沛獻主教（1989年-2008年6月29日）：1989年自選自聖，後獲教宗承認。[22][23]
- 劉知遠主教（1994年4月11日-1996年10月11日）：1994年地下教會秘密晉牧，後獲教宗承認。[24]
  - 裴軍民助理主教（2006年-2008年6月29日）[25]
- 裴軍民主教（2008年6月29日-現任）[26][27][28]